# SN 1992ab
SN 1992ab – supernowa typu II odkryta 1 czerwca 1992 roku w galaktyce NGC 6389. W momencie odkrycia miała maksymalną jasność 17,00m.